# Bois-de-Haye
Bois-de-Haye es una comuna nueva francesa situada en el departamento de Meurthe y Mosela, de la región de Gran Este.

## Historia
Fue creada el 1 de enero de 2019, en aplicación de una resolución del prefecto de Meurthe y Mosela de 2 de noviembre de 2018 con la unión de las comunas de Sexey-les-Bois y Velaine-en-Haye, pasando a estar el ayuntamiento en la antigua comuna de Velaine-en-Haye.

## Demografía
Según los datos aportados en la resolución del prefecto de Meurthe y Mosela, la comuna se crea con 2291 habitantes.

## Composición
| Comuna fusionada | Código INSEE | Población (2016) | Superficie (km²) | Densidad (hab./km²) |
| ---------------- | ------------ | ---------------- | ---------------- | ------------------- |
| Sexey-les-Bois   | 54506        | 370              | 6.81             | 54                  |
| Velaine-en-Haye  | 54557        | 1855             | 17.87            | 104                 |